# ممشقة شواكة
ممشقة شواكة (الاسم العلمي: Dipsacus ferox) هو نوع من النباتات يتبع جنس الممشقة من الفصيلة المعزية الورق.